# Nick Rompelberg
Nick Rompelberg (Maastricht, 26 juni 1995) is een Nederlandse journalist en documentairemaker. 

## Biografie
Hij begon zijn loopbaan als verslaggever en camerajournalist voor onder andere De Telegraaf en het Algemeen Dagblad, en werkte zowel in Nederland als in het buitenland. In 2018 deed hij verslag vanuit Thailand voor het AD over de reddingsactie van een voetbalteam uit een ondergelopen grot. Eerder berichtte hij over incidenten in Limburg, waaronder een zedenzaak in Valkenburg, waarbij hij tijdens zijn werk werd belaagd; de zaak werd later geseponeerd. Rompelberg deed ook verslag van de aanslagen in Brussel in 2016.
Rompelberg maakt documentaires, vaak in samenwerking met regisseur Raymond Biesmans. In 2021 verscheen Verlenging, over fotograaf Guy van Grinsven en diens leven met ALS. In 2023 volgde Mirakel van Meerssen, over een religieuze traditie in Zuid-Limburg. Eind 2024 werd This Magic Moment, over illusionist Nigel Otermans, uitgezonden op NPO 2 door Omroep MAX. Zijn werk werd genomineerd voor het Limburg Film Festival.
Hij is mede-eigenaar van Orange Media Group, een videoproductiebedrijf dat werkt voor diverse nationale en internationale omroepen.